# Odondebuenia balearica
Il ghiozzetto delle Baleari (Odondebuenia balearica) è un pesce di mare appartenente alla famiglia Gobiidae. È l'unica specie del genere Odondebuenia.

## Distribuzione e habitat
Endemico del mar Mediterraneo. La distribuzione non è ben nota per l'elusività e le minuscole dimensioni di questo pesciolino, che non consentono un campionamento adeguato, è certamente noto per le isole Baleari, per il mar Egeo, per l'Adriatico croato, il golfo di Taranto ed il Tirreno. 

Appare legato ai fondi coralligeni dove occupa le parti detritiche. Si ritrova a profondità tra 30 e 70 metri.

## Descrizione
È un ghiozzo minuscolo (non supera i 3 cm) con pinne ventrali separate (al contrario di quasi tutti gli altri membri della famiglia) e prima pinna dorsale vistosamente appuntita (assai di più nel maschio). Un'altra caratteristica che lo rende facilmente riconoscibile è la livrea rossastra con strisce verticali azzurre (non sempre visibili quando il pesce è nel suo ambiente naturale), meno numerose e fitte che in Corcyrogobius liechtensteini.

## Biologia
Ignota. La femmina è sessualmente matura a 19 mm di lunghezza.